# Buk lesní u hlavní cesty v oboře Hvězda
Buk lesní u hlavní cesty v oboře Hvězda byl památný strom, který rostl v Praze v oboře Hvězda proti letohrádku u 4. lavičky na hlavní přístupové cestě vedoucí od Břevnovské brány.

## Parametry stromu
- Výška (m): 27,0
- Obvod (cm): 325
- Ochranné pásmo: vyhlášené - kruh o poloměru 11 m na p.č. 1239, 1237, 1238
- Datum prvního vyhlášení: 01.10.2003
- Datum zrušení: 25.08.2010[1]

## Historie
Strom byl roku 2003 vyhlášen památným pro svoji mohutnost, vzhled a připomínku tradiční skladby lesního porostu bývalé lovné obory. Došlo však k jeho uschnutí a opadu několika suchých větví a památková ochrana byla z těchto důvodů roku 2010 zrušena.